# Пригоже (зупинний пункт)
Приго́же — пасажирська зупинна залізнична платформа Лиманської дирекції Донецької залізниці.
Розташована у с. Пригоже, Ізюмський район, Харківської області на лінії Слов'янськ — Лозова між станціями Гаврилівка (4 км) та Дубове (7 км).
Станом на початок 2016 р. через платформу слідують приміські електропоїзди, проте не зупиняються.